# Władysław Filar
Władysław Filar (nascut el 18 de juliol 1926) - soldat de la 27a Divisió d'Infanteria de l'Exèrcit Nacional, historiador polonès, professor.
Nasqué a Iwanicze Nowe a la regió de Volínia, Polònia, actualment Ucraïna. Durant la Segona Guerra Mundial va lluitar contra els alemanys a Volínia en l'Operació Tempesta, i va defensar els pobles polonesos contra l'Exèrcit insurgent ucraïnès.
El 1956 va completar l'Acadèmia de l'Estat Major General i el 1963 va rebre un doctorat en història militar. Fou habilitar el 1970 i va esdevenir professor associat el 1973. És l'autor de fins a 120 publicacions històriques i militars. Filar també va organitzar una sèrie de seminaris històrics: "Polònia - Ucraïna: preguntes difícils" (1996-2001).
Actualment és vicepresident de la junta directiva a Volínia de la Światowy Związek Żołnierzy Armii Krajowej (Unió Mundial de l'Exèrcit Nacional).

## Llibres
- Przed Akcją Wisła był Wołyń, książka pod redakcją Władysława Filara, Wydawnictwo: Światowy Związek Żołnierzy Armii Krajowej, 1997. ISBN 83-901947-4-0
- Wołyń 1939-1944. Eksterminacja, czy walki polsko-ukraińskie, Wydawnictwo Adam Marszałek, 2003. ISBN 83-7322-621-4
- Przebraże bastion polskiej samoobrony na Wołyniu, Rytm Oficyna Wydawnicza, 2007. ISBN 978-83-7399-254-2
- Wydarzenia wołyńskie 1939-1944. W poszukiwaniu odpowiedzi na trudne pytania, Wydawnictwo Adam Marszałek, 2008. ISBN 978-83-7441-884-3
- "Burza" na Wołyniu". Z dziejów 27 Wołyńskiej Dywizji Piechoty Armii Krajowej. Studium historyczno-wojskowe, Oficyna Wydawnicza RYTM i ROPWiM, Warszawa 1997. ISBN 83-86678-73-9